# مطبخ مقدوني

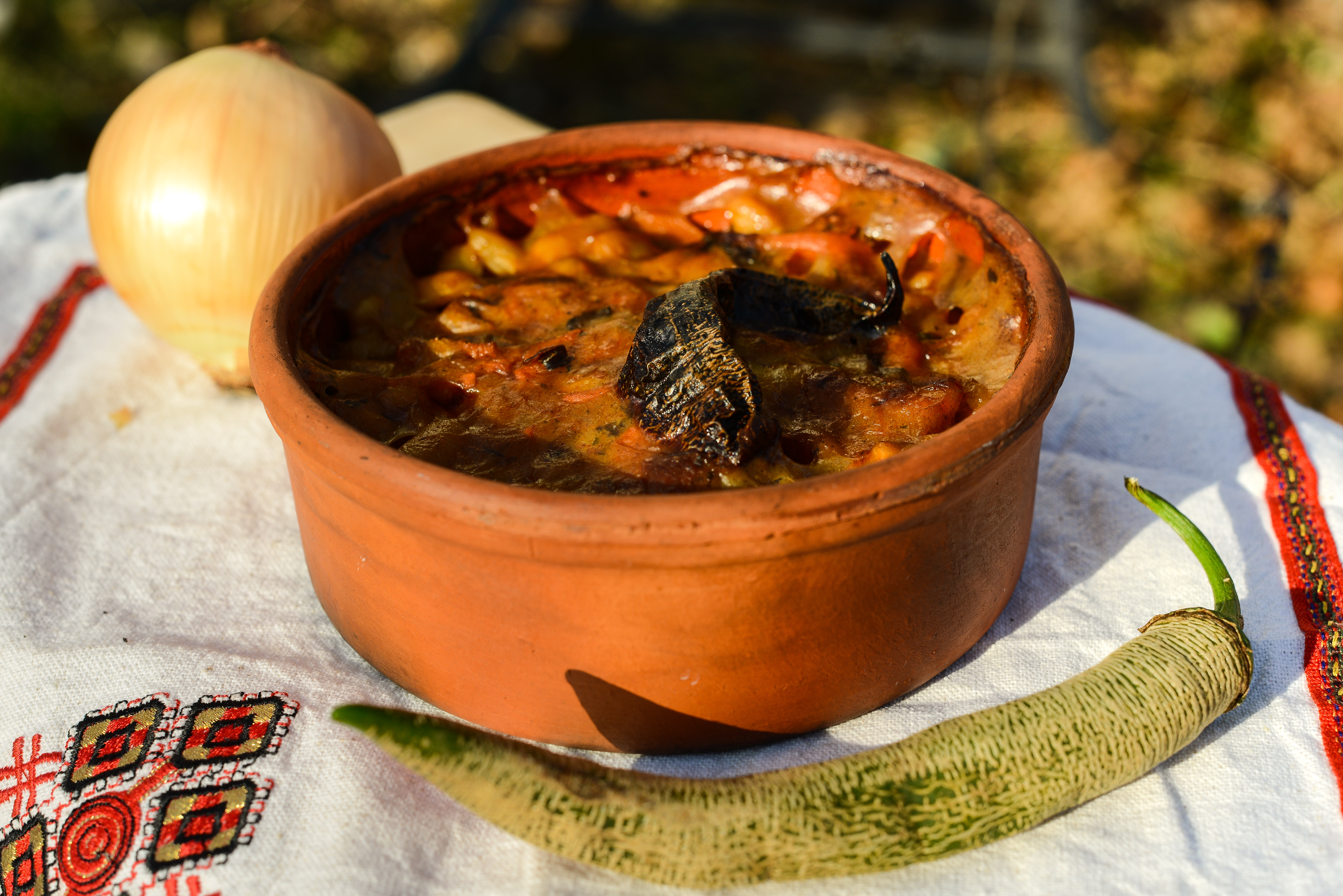
تافيتشي غرافيتشي هو الطبق الوطني في مقدونيا الشمالية.

المطبخ المقدوني (بالمقدونية: Македонска кујна) هو المطبخ التقليدي لمقدونيا الشمالية. وهو متأثر بالمأكولات العثمانية والبلقانية. يوفر المناخ الدافئ نسبياً للبلاد ظروف نمو ممتازة لمجموعة متنوعة من الخضروات والأعشاب والفواكه. ويُعرف المطبخ المقدوني أيضاً بتنوع وجودة منتجات الألبان والنبيذ والمشروبات الكحولية المحلية، مثل الراكيا. يعتبر تافيتشي غرافيتشي [الإنجليزية] وماستيكا [الإنجليزية] الطبق والشراب الوطني لمقدونيا الشمالية.

## الأطعمة
- تافيتشي غرافيتشي [الإنجليزية]
- ترلي تافا

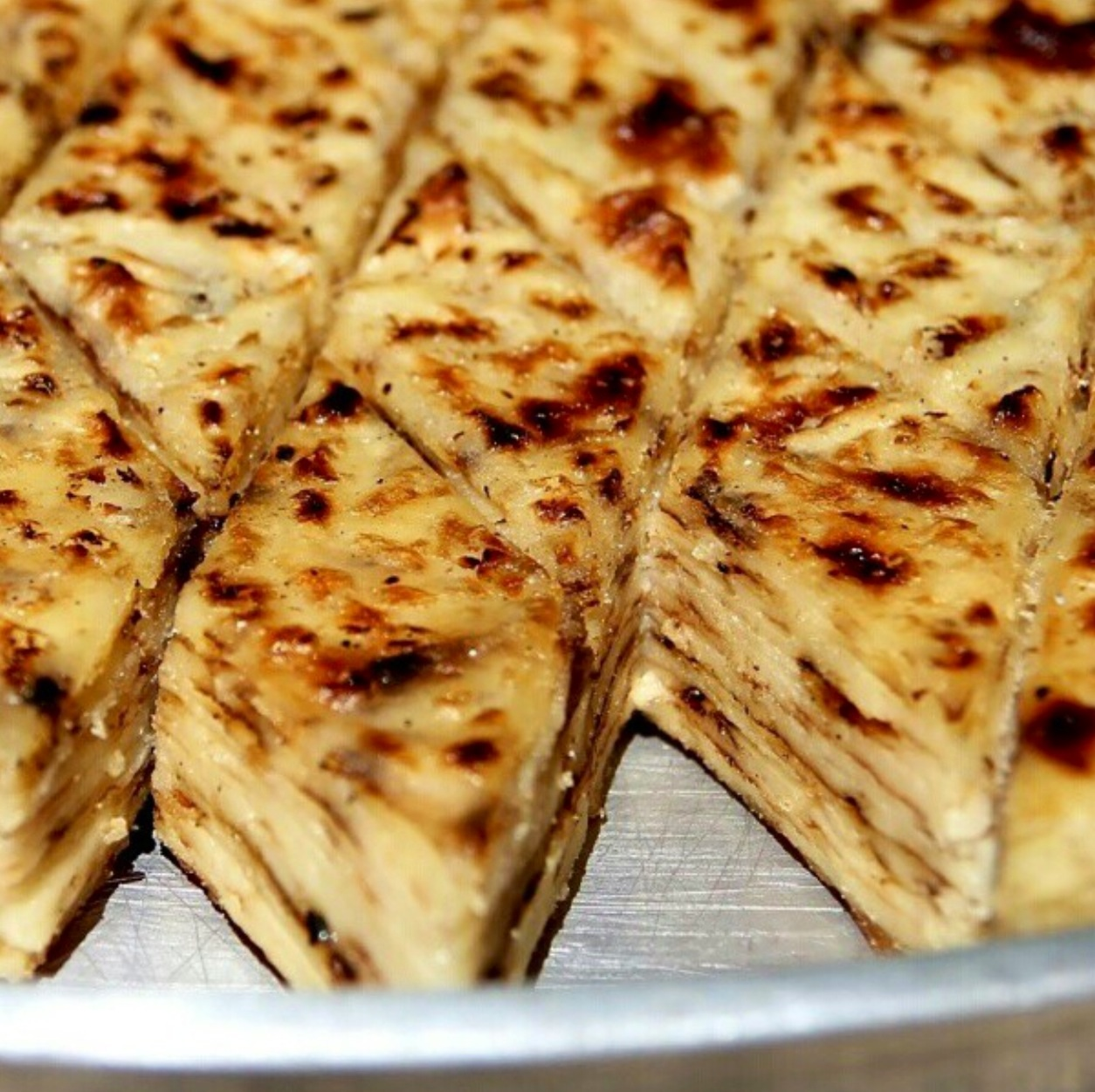
تقدم الغومليزه على صينية وعادة ما تُقطع إلى قطع على شكل ماسة.

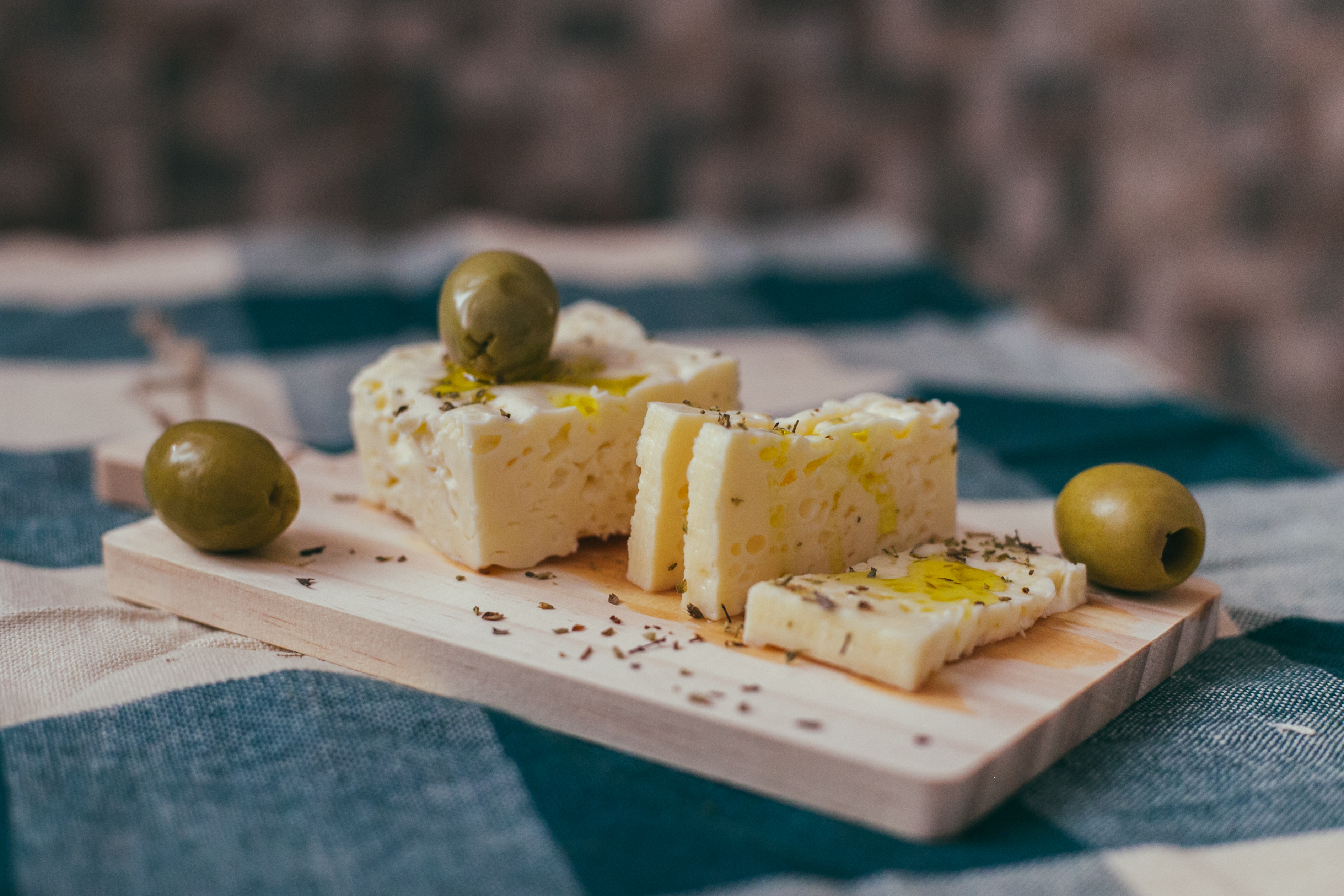
بيينو سيريني مُقدمة مع الزيتون.

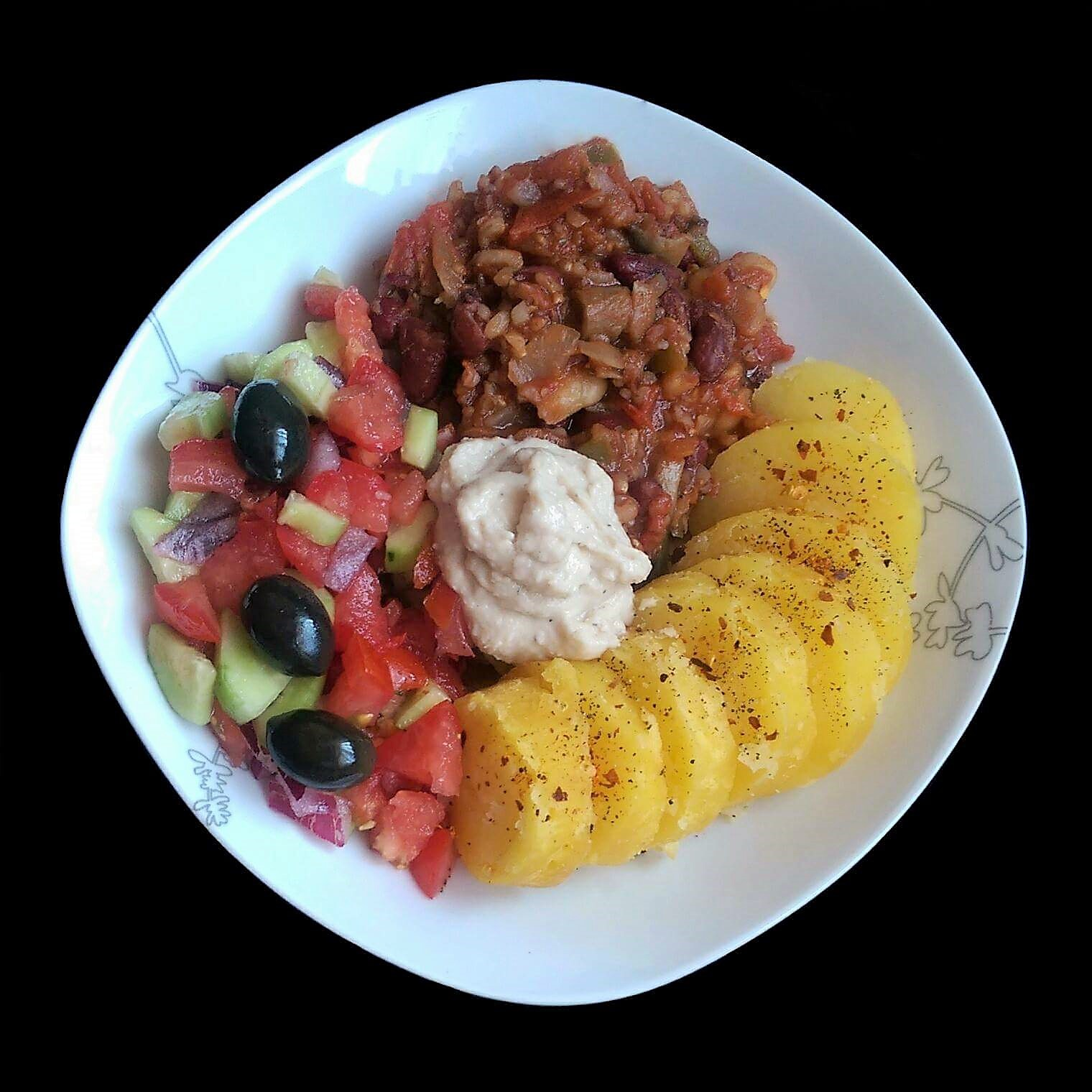
ترلي تافا (خضروات مطبوخة) مع بطاطس مخبوزة وسلطة.

- غومليزه، تشتهر بطهيها في منطقة أوخريد وستروغا، تختلف عن كزلمة التركية.[4][5]
- أيفار، تابل مطحون من الفلفل الأحمر المحمص. قد يكون معتدلاً أو حاراً.
- كبابتشه [الإنجليزية]
- سلطة شوبسكا [الإنجليزية]
- بولينتي بيبركي، الفلفل الحلو المحشي. عادة ما تكون تُحشى بالأرز أو الأرز مع اللحم.
- الفلفل المطرز [الإنجليزية]، فلفل الملولب يُقدم طازجاً أو جافاً أو كتوابل.
- سلمون أوخريد المرقط [الإنجليزية]، نوع مستوطن من السلمون المرقط في بحيرة أوخريد.
- بيتا (معجنات)
- بوريك
- ماليدزانو [الإنجليزية]، باذنجان مهروس
- موساكا
- ماكالو [الإنجليزية]
- بينجور [الإنجليزية]، مخلل مطهي حار
- ببارة
- بسطرملية [الإنجليزية]
- شاربلانينسكي أوفيتشي، أو قشقوان (جبنة حليب الأغنام الصلبة من جبال شار (شار بلانينا في مقدونيا).
- بيينو سيريني، جبن أصله منطقة ماريوفو والذي يشترك في أوجه التشابه مع جبن حلوم الأكثر شيوعاً.
- جبن أوردا [الإنجليزية]
- شردان وكوكوريك
- سارما
- كيزيلا زيلكا ورواسولنيكا (ملفوف حامض)
- ميكيكي (المعروفة أيضاً باسم تيغانيسي أو بيشكي)، كتل العجين المقلية.
- تشوربا أود كوبريفا (حساء القراص الكريمي)
- كومبير ماندجا (حساء البطاطا واللحم)
- بليسكافيتسا (أيضاً شارسكا وأجدوتشكا)
- كجمك (المعروف أيضاً باسم باكردان)
- زلنيك [الإنجليزية]
- سيليسكو ميسو [الإنجليزية]، لحم البقر المشوي ولحم الخنزير ولحم الضأن مع الفطر والنبيذ الأبيض والجبن الأصفر بالأعلى، عادة ما يطهى في وعاء من الطين.
- تاراتور
- جوفكي، معكرونة مقدونية
- بريجني ليبتشينا، شرائح من الخبز المغطاة بالبيض المخفوق، ثم المقلي.